# ClamWin
ClamWin — свободный антивирусный сканер под Windows 98/ME/2000/XP/2003/Vista/7/8/10. Обеспечивает графический интерфейс к пакету Clam Antivirus.
ClamWin Free Antivirus выпускается под лицензией GNU General Public License и является свободным программным обеспечением. Поставляется с удобным инсталлятором (или portable) и исходными кодами.
Возможности ClamWin:
- Планировщик сканирования по расписанию.
- Автоматическое обновление антивирусной базы.
- Антивирусный сканер.
- Интеграция в контекстное меню Проводника в Windows.
- Плагин для Microsoft Outlook.
- Возможность работы с флэшки или компакт-диска без необходимости установки.

Также существует плагин для Mozilla Firefox, который может использовать ClamWin Free Antivirus для проверки скачиваемых файлов на вирусы .

## Резидентное сканирование
В настоящее время ClamWin не может работать как антивирусный монитор (т.е. в режиме проверки всех запускаемых приложений на безопасность), возможности резидентного сканирования планируется добавить в следующих версиях, но существуют сторонние резидентные мониторы, такие как Clam Sentinel.
Программа WinPooch также позволяет использовать ClamWin в качестве резидентного сканера. Кроме этого она включает в себя функцию контроля сети.